# سانت دنيس (كورنوال)
سانت دنيس (بالإنجليزية: St Dennis, Cornwall)‏ هي قرية و أبرشية مدنية تقع في المملكة المتحدة في إنجلترا. يقدر عدد سكانها بـ 2,810 نسمة .